# Ilocomba
Ilocomba es un género de arañas araneomorfas de la familia Anyphaenidae. Se encuentra en Colombia.

## Especies
Según The World Spider Catalog 12.0:
- Ilocomba marta Brescovit, 1997
- Ilocomba perija Brescovit, 1997